# Sous-préfecture de Hiyama
La sous-préfecture de Hiyama (檜山振興局, Hiyama-shinkō-kyoku) est une sous-préfecture de l'île de Hokkaidō, au Japon.

## Géographie

### Situation
La sous-préfecture de Hiyama est située sur la péninsule d'Oshima (sud-ouest de l'île de Hokkaidō), au bord de la mer du Japon. Elle inclut aussi l'île d'Okushiri.

### Démographie
Au 30 mars 2015, la sous-préfecture de Hiyama comportait 39 231 habitants répartis sur une superficie de 2 629,97 km2 (densité de population de 15 hab./km2).

### Divisions administratives

#### Bourgs par district
La sous-préfecture de Hiyama ne comporte sept bourgs répartis en cinq districts ruraux.
- District de Hiyama
  - Esashi (chef-lieu)
  - Assabu
  - Kaminokuni
- District de Kudō
  - Setana
- District de Nishi
  - Otobe
- District d'Okushiri
  - Okushiri
- District de Setana
  - Imakane